# Kańczuga

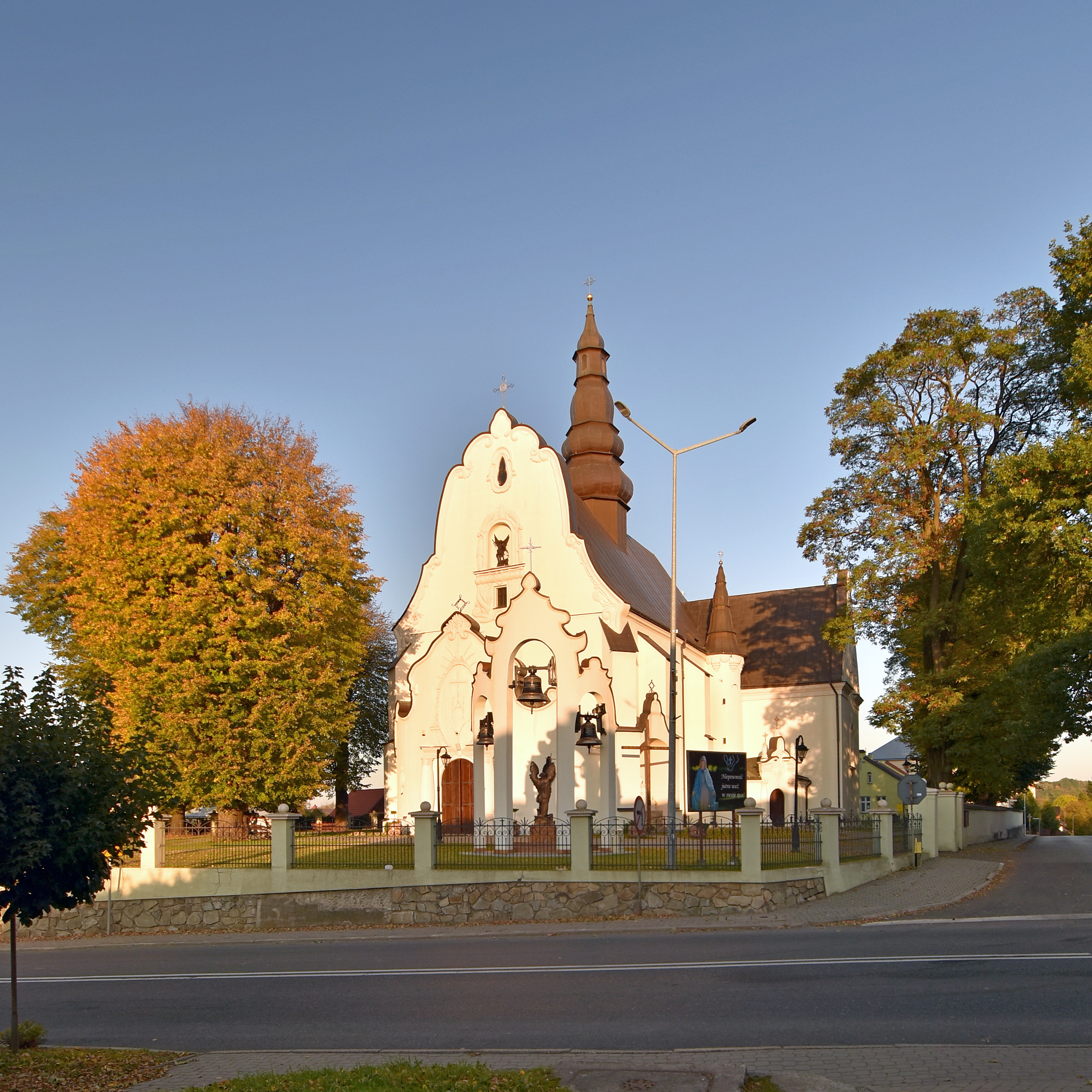
Kościół parafialny

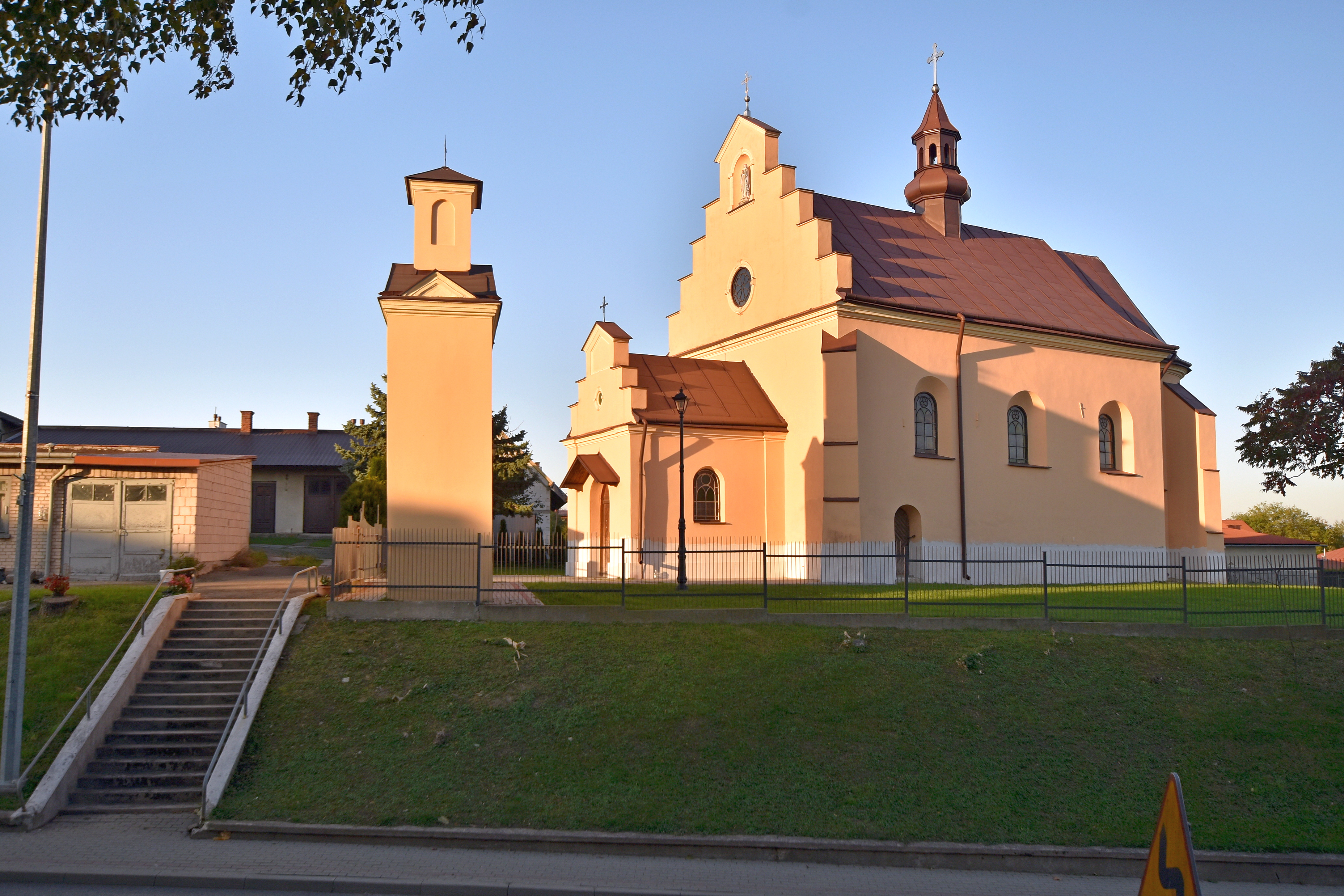
Zabytkowa cerkiew greckokatolicka

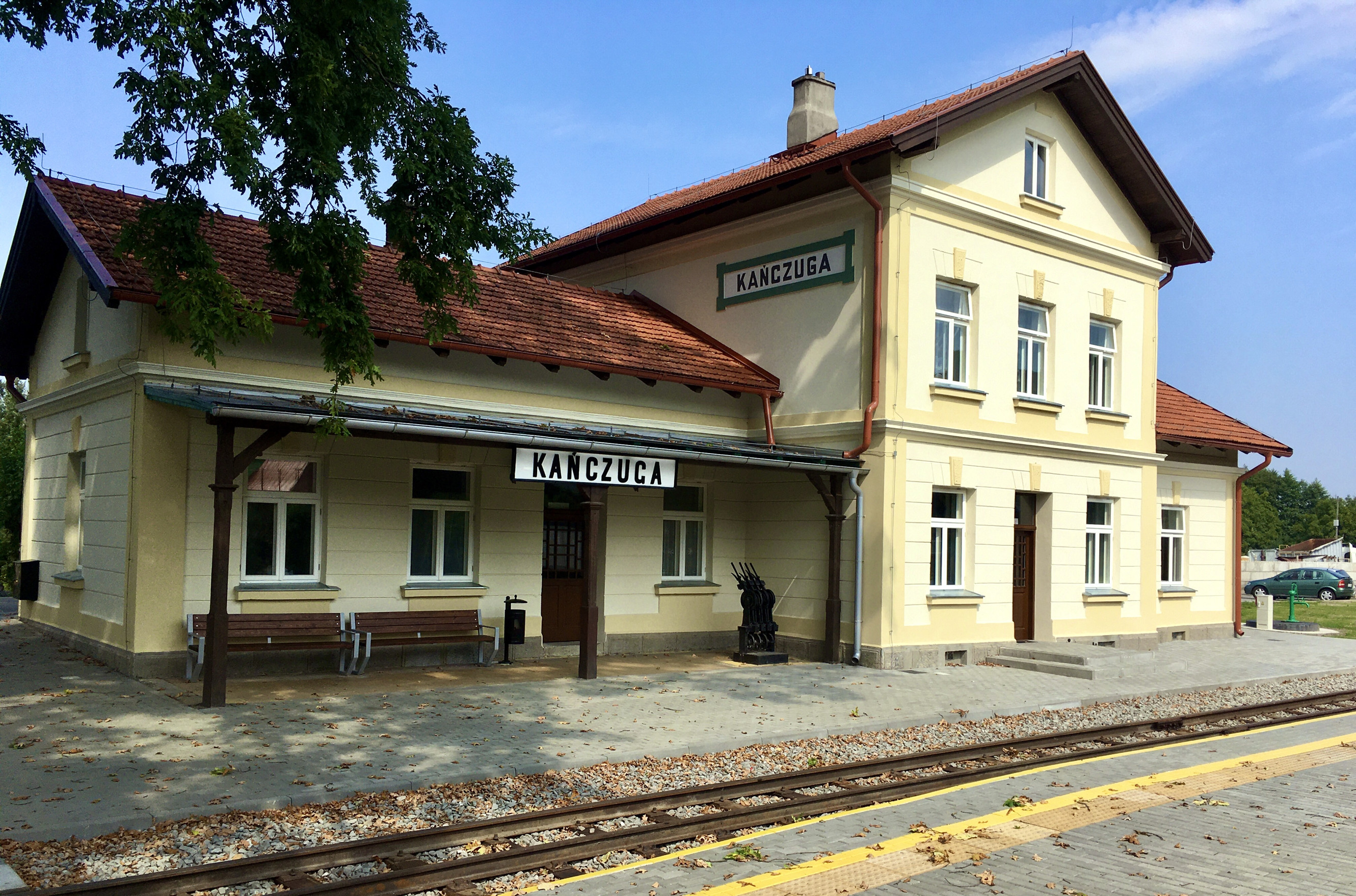
Dworzec Przeworskej Kolei Dojazdowej

Kańczuga – miasto w województwie podkarpackim, w powiecie przeworskim, siedziba gminy miejsko-wiejskiej Kańczuga, położone na Podgórzu Rzeszowskim. Leży nad rzeką Mleczką.
Leży w historycznej ziemi przemyskiej. Prywatne miasto szlacheckie lokowane w 1441 roku położone było w XVI wieku w województwie ruskim, w 1739 roku należało wraz z folwarkiem do klucza Kańczuga Lubomirskich. W latach 1975–1998 miasto administracyjnie należało do województwa przemyskiego.
Według danych GUS z 1 stycznia 2024 r. miasto liczyło 2900 mieszkańców, będąc 38. najludniejszym miastem w województwie.

## Historia
Pierwsze dokumenty dotyczące osadnictwa na tym terenie pochodzą z 1340 r. Pierwszymi dzierżawcami królewskimi byli Pileccy, którzy za panowania księcia Władysława Opolczyka zamienili osadę Mrzygłód na Kańczugę i Tyczyn.
Prawa miejskie Kańczuga otrzymała w XIV wieku. Przyznawane były one w XV–XIX w., ponownie w 1934 r.
Założycielem miasta był Otton z Pilczy. Po nim Kańczugę odziedziczyła jego córka Elżbieta, która wyszła za mąż za Wincentego Granowskiego (ok. 1370–1410), starostę generalnego Wielkopolski, syna Wincentego z Granowa, a następnie poślubiła króla Władysława Jagiełłę.
W XV wieku nadal stanowiła własność Pileckich, jak wynika z dokumentu spadkowego zawartego w 1450 r., pomiędzy synem Elżbiety Gronowskiej Janem Pileckim, a Wacławem, księciem opolskim (siostrzeńcem Jana Pileckiego). W dokumencie tym wymienione są wsie z klucza łańcucko-kańczudzkiego. Właścicielami miasta były takie znaczące rody, jak: Pileccy, Odrowążowie, Kostkowie, Ostrogscy, Lubomirscy i Sanguszkowie.
Lata rozwoju Kańczugi przypadły na okres przed 1498 r. Kupcy budowali głębokie i długie piwnice, w których składowali towary. Jednak później miasto przeżyło wiele dramatycznych wydarzeń – najazd wołoski w 1498 r. oraz kilka najazdów tatarskich, co spowodowało upadek grodu.
W końcu XVI wieku jedyną właścicielką Kańczugi była Zofia ze Sprowy Odrowąż Kostkowa – córka Stanisława Odrowąża (prawnuczka Spytka III), wdowa po Janie Krzysztofie Tarnowskim. Jej drugi mąż, Jan Kostka po poślubieniu właściciel Kańczugi i Jarosławia prowadził poważną działalność budowlaną. Jan Kostka, wojewoda sandomierski, i Zofia ze Sprowy, małżonkowie, nadali 23 czerwca 1580 r. przywilej mistrzom rzemiosła szewskiego. Ich córka, księżna Anna Ostrogska z Kostków (1575–1635) herbu Dąbrowa, gdy w wieku 19 lat wyszła za mąż za Aleksandra Ostrogskiego, zamieszkała z mężem na zamku w Jarosławiu. W 1603 r. księżna Anna Ostrogska z domu Kostka przejęła od Jarosławskich klucz kańczudzki oraz Gać (którą w 1612 r. pozbawiła statutu parafii i uzależniła od parafii Kańczuga). Anna z Kostków Ostrogska była benefaktorką miasta.
W 1624 r. nastąpił kolejny najazd czambułów tatarskich, tym razem pod wodzą chana Kantymira. W powiecie Przeworsk nie było wsi, która nie ucierpiała od tego napadu i tylko nielicznym mieszkańcom udało się uniknąć jasyru.
24 maja 1636 r., po śmierci matki Anny Ostrogskiej, dobra Kańczugi i Jarosławskie, przypadły siostrze Katarzynie, siostrzeńcom Aleksandrowi Michałowi i Konstantemu Lubomirskim. W 1622 r. klucz kańczudzki przejmuje Stanisław Lubomirski – pan na Nowym Wiśniczu, poprzez ożenek z Zofią, córką Anny Ostrogskiej.
Po Zofii Ostrogskiej klucz kańczudzki przejmują kolejno jej dwaj synowie; Jerzy Sebastian i Aleksander Michał Lubomirski. Następnie syn Aleksandra, Józef Karol Lubomirski (1638–1702 r.), który poprzez ożenek z Teofilą Zasławską (1650–1709), stał się współwłaścicielem największego na terenie Rzeczypospolitej latyfundium, tzw. ordynacji Ostogsko-Zasławskiej. W jej skład wchodziło 51 miast, 973 wsie i 229 folwarków. Kolejny właściciel klucza kańczudzkiego to syn Józefa, Aleksander Dominik Lubomirski (1693–1720), po nim ordynację przejęła jego siostra Marianna Lubomirska (1693–1729), którą w 1710 r. poślubił Paweł Karol Sanguszko (1680–1750). W 1712 r. urodził się im jedyny syn Janusz Aleksander Sanguszko zm. 1775 r., który po śmierci matki, przejął klucz kańczudzki i ordynacje Ostrogsko-Zasławską. Janusz Sanguszko w 1756 r. rozwiązał ordynację, Ostrogsko-Zasławską.
W roku 1793 klucz kańczudzki kupił Karol Szydłowiecki, który poprzez sprzedaż kolejnych wsi tegoż klucza doprowadził do jego likwidacji. W latach 1882–1937 funkcjonowała w Kańczudze szkoła koronkarska.
Ksiądz Jan Kudła w 1889 r. odręcznie napisał „Historię Miasteczka Kańczuga”.
Długoletnim dyrektorem powszechnej szkoły męskiej i żeńskiej w mieście był Edward Sierpniewski, który w uznaniu swoich zasług w zakresie wychowania młodzieży (ponad 50 lat pracy w edukacji) otrzymał tytuł honorowego obywatela Kańczugi.
W Kańczudze urodził się Anatol Nowak przyszły biskup katolicki. W 1874 r. w Kańczudze urodził się też Abraham Brill, jeden z założycieli New York Psychoanalytic Society.
Dziedzic kańczudzki Roman Scipio del Campo był odkrywcą na terenie Kańczugi jedynych w Europie Wschodniej pokładów alabastru i budowniczym kopalni. Wydobywany tutaj alabaster wykorzystywany był m.in. do renowacji stiuków w katedry wawelskiej.
Podczas okupacji hitlerowskiej, w 1941 roku Niemcy utworzyli getto dla żydowskich mieszkańców. Przebywało w nim około 800 Żydów. 8 sierpnia 1942 roku część została zamordowana na miejscu a pozostali zostali wywiezieni do getta w Sieniawie, a stamtąd do obozu zagłady w Bełżcu i tam zamordowani. 
27 lipca 1944 r. Kańczuga została zdobyta przez wojska radzieckie 1 Frontu Ukraińskiego.
W okolicy trwa wydobycie gazu ziemnego. Według danych z 31 grudnia 2004 r. miasto miało 3231 mieszkańców.

## Transport
- 835 Droga wojewódzka nr 835: Elizówka – Lublin – Biłgoraj – Przeworsk – Kańczuga – Dynów – Grabownica Starzeńska
- 881 Droga wojewódzka nr 881: Sokołów Małopolski – Łańcut – Kańczuga – Pruchnik – Żurawica

## Gospodarka
- W Kańczudze znajduje się fabryka Axtone (dawny Kamax), która jest producentem urządzeń cięgłowo-zderznych dla wszystkich typów pojazdów szynowych.
- W Kańczudze znajduje się fabryka KISAN (dawny Kamax) - jest to pierwszy Polski producent rury wielowarstwowej z wkładką aluminiową. Obecnie KISAN produkuje kompletne systemy instalacji wodociągowych i grzewczych.
- W Kańczudze znajduje się siedziba Stowarzyszenia SAAB Gt-Classic[15], skupiającego miłośników zabytkowych samochodów marki SAAB z Polski i zagranicy.

## Zabytki
- Kościół pw. św. Michała Archanioła (wzniesiony około 1605 r.). W 1612 r. dobudowano kaplicę św. Anny (fundatorka – księżna Anna Ostrogska z Kostków (1575–1635) – księżna herbu Dąbrowa.), około 1660 r. kaplicę Matki Boskiej. W latach 1924–1928 przebudowano elewację, dodano kruchtę i wieżę (według projektu W. Rawskiego). We wnętrzu część barokowego wyposażenia.
- Kościół pw. MB Łaskawej (początek XVII wieku) – pierwotnie cerkiew greckokatolicka. Remontowana i przebudowana częściowo XIX/XX wieku. Po 1947 r. zamieniona na magazyn. W 1984-1994 r. nastąpiła gruntowna restauracja. Została z powrotem poświęcona w 1995 r.

- Dworzec Przeworskej Kolei Dojazdowej.
- Pomnik Grunwaldu odbudowany w 1984 r. po zniszczeniu przez hitlerowców.